# Natanael Cano
Nathanahel Rubén Cano Monge (né le 15 juillet 1994 à Hermosillo, Sonora), est un producteur et chanteur mexicain de corridos tumbados, et crédité comme l'un des précurseurs du genre. Il sort son premier album studio, Todo es diferente, en 2019 par l'intermédiaire du label discographique indépendant La R Records. 
Sa célébrité vient avec son deuxième album studio Corridos tumbados, sorti la même année après avoir signé avec le label américain Rancho Humilde, devenant l'artiste le plus réussi et le plus célèbre signé par le label en 2021. Son album Nata montana, sorti en 2023, contient des singles très appréciés tels que Mi bello ángel, AMG, Mas altas que bajadas, Pacas de billetes, ce qui en fait son album le plus réussi.

## Biographie

### Enfance
Motivé par son père, il commence à jouer de la guitare et à chanter à l'âge de neuf ans lors de réunions familiales,, mais c'est au lycée que son goût pour la musique s'affirme, car il n'est pas un élève brillant. C'est au Mexique, son pays natal, qu'il commence à interpréter les désormais célèbres corridos tumbados, tout en jouant de la musique avec ses camarades de classe pendant les heures de permanence, influencé par le chanteur Ariel Camacho. Cano quitte le lycée pour poursuivre une carrière musicale et déménage aux États-Unis pour chercher la célébrité.

### Débuts
Natanael Cano commence sa carrière en 2018 sur le label indépendant Five Music, avec lequel il ne sort que cinq singles, son premier single étant El de los lentes Gucci. À la mi-2019, il signe avec le label La R Records pour sortir son premier album studio intitulé Todo es diferente sorti en juin de la même année. Quelques mois plus tard, il signe un contrat avec Rancho Humilde, basé à Los Angeles, et en octobre de la même année, il sort la chanson El drip, son premier grand succès au classement, la chanson atteint le top 50 du classement Hot Latin Songs aux États-Unis et réussit à vendre 480 000 exemplaires aux États-Unis,. Fin 2019, Cano devient viral dans une grande partie de l'Amérique, lorsque l'artiste portoricain de reggaeton Bad Bunny réagit dans une vidéo à la musique du Mexicain en chantant la chanson Soy el Diablo, un titre qui fait partie du premier album de Natanael, ce qui déclenche une collaboration et donc en octobre, ils publient le remix de la chanson ensemble, fusionnant les genres des deux artistes. Le remix est bien accueilli commercialement, bien qu'il ait reçu des critiques mitigées, différents médias le qualifiant de « morceau musical puissant et innovant » et de « duo qui n'aurait jamais dû se produire »,. Il atteint le top 20 du classement Hot Latin Songs et reçoit un Premio Juventud pour avoir remporté la catégorie « collaboration OMG » en 2020,. Il est certifié quadruple disque de platine.

### Corridos tumbados
Le 31 octobre 2019, il sort son deuxième album studio et son premier album collaboratif Corridos tumbados via Rancho Humilde, avec Junior H, Dan Sánchez et Nueva Era, un album qui leur apporte une renommée internationale pour leur son, car ils fusionnent la musique régionale mexicaine avec le trap. Thom Jurek d'AllMusic le qualifie de « manifeste pour une nouvelle génération de fans de corrido ». L'album est bien accueilli tant sur le plan critique que commercial, puisqu'il marque la première et unique entrée de Cano dans le Hot 200, le plus important classement d'albums aux États-Unis. Il débute au top 5 des Top Latin Albums.
Le 22 novembre 2019, il sort son premier EP Mi verdad corridos tumbados, qui compile de nouvelles reprises de certaines chansons de ses deux derniers albums. À sa sortie, il progresse dans la consolidation du sous-genre dans le milieu musical en réinventant les corridos, gagnant en popularité parmi les Mexicains et les Américains.

### Succès
Le 20 janvier 2020, Cano et le chanteur cubain de musique urbaine Ovi collaborent sur la chanson Pacas verdes, qui serait la première de plusieurs collaborations entre les deux artistes qui partagent un label discographique. La chanson atteint la 28e place du classement Hot Latin Songs, ce qui permet à l'artiste cubain d'y entrer pour la première fois. La chanson se vend à 300 000 exemplaires, et est certifiée quintuple disque de platine par la RIAA aux États-Unis. Le 14 février 2020, pour célébrer la Saint-Valentin — ou Día del Amor y la Amistad en espagnol —, il sort son deuxième EP Corazón tumbado, comprenant 5 titres et collaborant avec Junior H, Herencia de Patrones et Porte Diferente sur trois chansons différentes respectivement.
En 2021, elle sort son sixième album studio intitulé A mis 20 et un autre EP intitulé Nata. Malgré le succès de ses projets, il annonce qu'il sortira le meilleur album de sa carrière l'année suivante. Cette année-là est celle des représentations nationales, dans des États comme Monterrey et Mexico. A mis 20 comporte onze titres et trois collaborations, il sort sous le label Rancho Humilde.

### Nata Montana
Le 30 juin 2023, Cano sort son onzième album studio Nata Montana, qui comprend des collaborations avec divers artistes tels que Tito Torbellino Jr, Hernan Trejo, Amilkar Galaviz, Peso Pluma, Luis R. Conriquez, Junior H, Chino Pacas, Gabito Ballesteros et Dan Sanchez. L'album marque un retour au style classique du corrido tumbados et n'inclut pas de morceaux de musique électronique ou de trap. Il comporte à l'origine 16 titres, mais la chanson Cuerno Azulado (un narcocorrido qui ouvre l'album) est censurée des plateformes et l'album est réédité, mais ne comprend plus que les 15 autres chansons. L'album comprend des succès tels que Mi bello ángel, AMG, Como es arriba es abajo et Pacas de billetes. Le magazine Billboard liste Nata Montana parmi les 25 meilleurs albums de musique latine de 2023.
Le 24 août 2024, dans le cadre de l'un des concerts de son Tumbado Tour, il chante devant 65 000 spectateurs au stade GNP de Mexico.

## Discographie

### Albums studio
- 2019 : Todo es diferente
- 2019 : Mi nuevo yo
- 2020 : Corridos tumbados Vol. 2
- 2020 : Trap tumbado
- 2020 : Soy el Nata
- 2021 : A mis 20
- 2022 : Natakong
- 2023 : Nata Montana

### Albums collaboratifs
- 2019 : Corridos tumbados (avec Dan Sanchez et Junior H)
- 2020 : Las 3 torres (avec Ovi et Junior H)

### EP
- 2019 : Mi verdad, corridos tumbados
- 2020 : Corazón tumbado
- 2021 : Nata

### Compilation
- 2022 : Soy el diablo (avec El Primo)

## Tournées
- 2024 : Tumbado Tour

## Distinctions
| Année | Prix                         | Catégorie                                        | Nommé         | Résultat   | Réf.   |
| ----- | ---------------------------- | ------------------------------------------------ | ------------- | ---------- | ------ |
| 2020  | Premios Juventud             | collaboration OMG                                | Soy el Diablo | Lauréat    | [ 20 ] |
| 2020  | Premios Juventud             | La nouvelle génération de la région mexicaine    | Él mismo      | Lauréat    | [ 35 ] |
| 2020  | Premios Juventud             | La más picosa                                    | Amor tumbado  | Lauréat    | [ 36 ] |
| 2021  | Premio Lo Nuestro            | Révélation masculine                             | Él mismo      | Nomination | [ 37 ] |
| 2021  | Premio Lo Nuestro            | Chanson de l'année : région mexicaine            | Amor tumbado  | Nomination | [ 38 ] |
| 2021  | Premio Lo Nuestro            | Artiste de l'année : région mexicaine            | Él mismo      | Nomination | [ 39 ] |
| 2021  | Latin American Music Awards  | Chanson préférée                                 | Amor tumbado  | Lauréat    | [ 40 ] |
| 2021  | IHeartRadio Music Awards     | Meilleur nouvel artiste latino                   | Él mismo      | Nomination | [ 41 ] |
| 2021  | Billboard Latin Music Awards | Artiste régional mexicain de l'année             | Él mismo      | Nomination | [ 42 ] |
| 2022  | MTV Europe Music Awards      | Meilleur artiste d'Amérique latine du Nord       | Él mismo      | Nomination | [ 43 ] |
| 2022  | Billboard Latin Music Awards | Meilleur artiste d'Amérique latine du Nord, solo | Él mismo      | Nomination | [ 44 ] |